# Ardisia kennedyae
Ardisia kennedyae är en viveväxtart som beskrevs av Ricketson och Pipoly. Ardisia kennedyae ingår i släktet Ardisia och familjen viveväxter. Inga underarter finns listade i Catalogue of Life.